# Motor-Booty Affair
Motor-Booty Affair es un álbum conceptual de la banda de música funk Parliament, el séptimo de su discografía, publicado el 11 de noviembre de 1978 por Casablanca Records. Contiene la canción "Aqua Boogie", que sería el segundo y último sencillo de Parliament en llegar al primer puesto en la Hot R&B/Soul Singles en marzo de 1979. También incluye las canciones "Rumpofsteelskin" y "Deep", publicadas como sencillos a mediados de 1979. Es considerado uno de los álbumes más notables del grupo, tal como su predecesor Funkentelechy.

## Temática e ilustraciones
La "Mitología P-Funk", que consiste en las temáticas y personajes recurrentes en álbumes de la banda, es llevada a una ambientación submarina cómica en la Atlántida. Debido a esto, el título original era "Music for the Deep" (en castellano/español: Música para lo profundo).
La portada retrata al personaje "Sir Nose D'Voidoffunk", introducido en el álbum anterior, siendo atacado por una enorme ave. El vinilo original contaba con una lámina plegable con dibujos de la Atlántida y los personajes desarrollados en las canciones. Además, una versión contaba con el disco de vinilo ilustrado. Todo esto fue dibujado por Overton Loyd, artista que hizo portadas de álbumes anteriores del colectivo Parliament-Funkadelic, y que además es parte de los coros en este álbum.

## Lista de canciones (y autores registrados)
1. "Mr. Wiggles" (George Clinton, William Collins, Michael Hampton) – 6:46[2]
2. "Rumpofsteelskin" (G. Clinton, W. Collins) – 5:37[2] (Publicado como un sencillo: Casablanca NB976)
3. "(You're a Fish & I'm a) Water Sign" (G. Clinton, Garry Shider, J.S. Theracon, Richard Griffith) – 4:42 [2] (Publicado en el lado B de "Aqua Boogie")
4. "Aqua Boogie (A Psychoalphadiscobetabioaquadoloop)" (G. Clinton, W. Collins, Bernard Worrell) – 6:43[2] (Publicado como un sencillo: Casablanca NB950 y sencillo de 12": Casablanca NBD 0147)
5. "One of Those Funky Things" (G. Clinton, R. Banks) – 3:46
6. "Liquid Sunshine" (G. Clinton, Linda Brown, Jim Vitti, Bob Bishop) – 4:25[2] (publicado en el lado B de "Rumpofsteelskin")
7. "The Motor-Booty Affair" (G. Clinton, J.S. Theracon, Ron Ford, W. Collins) – 5:16
8. "Deep" (W. Collins, J.S. Theracon, G. Clinton) – 9:09[2] (publicado como un sencillo: Casablanca NB154)

## Personal musical

##### "Snorkle Singing Air Tank Harmonics"(Voces)
- "Jaws" (Voces principales): George Clinton, Garry Shider, J.S. Theracon, Gary "Bone" Cooper, Ron Ford, Ray Davis, Bernie Worrell
- "The Choral Reef(er, Bubbly Vocalizations)" (Coros): Debbie Wright, Jeanette Washington, Mallia Franklin, Shirley Hayden, Cheryl James, Lynn Mabry, Dawn Silva, Linda Brown, Richard "Kush" Griffith, Raymond Spruell, Mike "Clip" Payne, Joey Zalabok, y Robert "P-Nut" Johnson, Larry Heckstall, Overton Loyd.[2]

##### "Liquid Licks (Motor-Madness Musicians)"(Instrumentistas)
- Guitarra: Michael Hampton, Garry Shider, J.S. Theracon, Phelps "Catfish" Collins, Bootsy Collins
- Bajo: Cordell "Boogie" Mosson, Bootsy Collins, Rodney "Skeet" Curtis, J.S. Theracon
- Batería: Tyrone Lampkin, Bootsy Collins, Gary "Bone" Cooper, J.S. Theracon
- Percusión: Larry Fratangelo
- Vientos: Fred Wesley, Richard "Kush" Griffith, Maceo Parker, Rick Gardner, Greg Boyer, Greg Thomas, Benny Cowan.[2]

### Personal musical específico según canción

##### "Mr. Wiggles"
- Voz: George Clinton

##### "Aqua Boogie"
- Voces: George Clinton, Garry Shider, Junie Morrison, Ron Ford, Ray Davis
- Cantos de pájaro: Raymond Spruell
- Percusión: Gary "Mudbone" Cooper.[2]

## Listas
| Listas (Billboard, 1979)                                                          | Posición |
| --------------------------------------------------------------------------------- | -------- |
| EE. UU. "Motor-Booty Affair" The Billboard Hot 200                                | 23       |
| EE. UU. "Motor-Booty Affair" R&B Albums                                           | 2        |
| EE. UU. "Rumpofsteelskin" Hot R&B Singles                                         | 63       |
| EE. UU. "Aqua Boogie (A Psychoalphadiscobetabioaquadoloop)" The Billboard Hot 100 | 89       |
| EE. UU. "Aqua Boogie (A Psychoalphadiscobetabioaquadoloop)" Hot R&B Singles       | 1        |